# Hypycnopa delotis
Hypycnopa delotis là một loài bướm đêm trong họ Geometridae.